# Сдружение на книгоиздателите и книжарите в България
Сдружението на книгоиздателите и книжарите в България има за цел да изучава и подпомага издаването и продажбата на книги и учебници, защитава интересите на книгоиздателите и книжарите и регулира отношенията помежду им.
Основано е на 30 юли 1933 г. Издава свой печатен орган и общ каталог на издадени българските книги. Управлява се от Управителен съвет, Дисциплинарен съвет и Контролна комисия. Прекратява дейността си през 1948 г.
Архивът му се съхранява във фонд 196К в Централен държавен архив. Той се състои от 9 архивни единици от периода 1929 – 1948 г.